# Sofia Liljegren
Sofia Ulrika Liljegren, född 1765, död 6 december 1795, var en finländsk operasångare (sopran) som från 1781 var verksam i vid Kungliga teatern i Stockholm.
Personuppgifterna om henne är sparsamma. Hon tillhörde de allra första scenartisterna i Finland. Hon anställdes vid operakören i Stockholm 1781 och ersatte 1783 Elisabeth Olin i titelrollen i Iphigenie i Auliden av Gluck. Bland övriga roller fanns Klytaimnestra i Elektra av Kauffman. Sohlmans musiklexikon skriver: ”då hon ofta nämndes i samband med den gustavianska operans mest framstående namn torde hon ha hört till de värderade konstnärerna”. Creutz och Clewberg skrev berömmande om hennes insatser till Gustav III under hans Italienresa.
Gustaf Löwenhielm nämnde henne under en diskussion om den gustavianska operan som en av de få inhemska svenska operatalangerna mellan Elisabeth Olins avgång 1784 och Jeanette Wässelius uppgång 1800, en period när den svenska operan annars mest anställde utlänningar, men tillägger också att ”Mamsell Liljegren” trots allt inte hade någon talang utöver det vanliga, och att Inga Åberg var bättre. Under 1790-talet minskade hennes popularitet. Hon gifte sig 1788 med hovkapellmästaren Francesco Antonio Uttini.
Hennes make och Didrik Tellerstedt planerade 1791 att grunda en ny teater i Göteborg: ”Tellerstedt har rest till Göteborg för att der inrätta en ny teater. Han vill förena med sig Herr Uttini såsom kapellmästare och dennes hustru som prima donna. Det är hans afsigt, säger man, att anställa Mamsell Wibergsson och Mamsell Holmberg såsom älskarinna, Björn för tyrannerne, Wernström för konungarne och Wickbom såsom komiker. På det sättet hoppas han åter upplifva denna teater.”  Företaget blev av okänd orsak inte fullföljt.
Liljegren utsågs till hovsångerska 1788.

## Roller
| År   | Roll         | Produktion            | Regi | Teater                  |
| ---- | ------------ | --------------------- | ---- | ----------------------- |
| 1783 | Diana        | Ifigenia på Tauris    |      | Gustavianska operahuset |
| 1787 | Aurora       | Giannina e Bernardone |      | Gustavianska operahuset |
| 1787 | Klytemnestra | Electra               |      | Gustavianska operahuset |